# Teracotona approximans
Teracotona approximans là một loài bướm đêm thuộc phân họ Arctiinae, họ Erebidae.